# 堀田饒
堀田 饒（ほった にぎし、1937年 - ）は、日本の医師、文筆家。
1964年名古屋大学医学部卒、1971年同大学院医学研究科修了、医学博士。名古屋大学医学部第三内科教授、名古屋大学医学研究科代謝病態内科学教授、2000年定年退官、名誉教授、労働者健康福祉機構中部労災病院院長、名誉院長。
糖尿病治療が専門だが、ほか切手収集を趣味とし歴史の著作もものする。

## 著書
- 『切手にみる病と闘った偉人たち』ライフサイエンス出版 2006
- 『人を活かす組織の意識改革 何が病院を変えたのか』昭和堂 2010
- 『切手にみる糖尿病の歴史』ライフサイエンス出版 2013
- 『病気を描くシェイクスピア エリザベス朝における医療と生活』ホーム社 2016

### 共編著
- 『糖尿病カレントレビュー』春日雅人,豊田隆謙,池田義雄,吉川隆一,松岡健平共編 医歯薬出版 1989
- 『対話糖尿病治療』吉岡成人共著 医学書院 1994
- 『糖尿病合併症診療パワーブック 病態生理と管理・治療のキーポイント』豊田隆謙,吉川隆一共編 南江堂 1994
- 『糖尿病臨床ノート 2 治療』編集企画 現代医療社 1996
- 『糖尿病臨床ノート 1 発症機序・分類・診断』金澤康徳編集企画 吉川隆一,清野裕,金沢康徳,豊田隆謙共編 現代医療社 1997
- 『糖尿病性神経障害 ポリオール代謝と最近の進歩』松岡健平,八木橋操六共編 現代医療社 2001
- 『糖尿病合併症治療のイノベーション ARI(アルドース還元酵素阻害薬)』編 医薬ジャーナル社 2002
- 『合併症の重篤化を未然に防ぐ術 up dateな糖尿病合併症へのナビゲーション』坂本信夫,赤沼安夫,吉川隆一,豊田隆謙,清野裕,中村二郎共編 医歯薬出版 2005
- 『病態に即した管理・治療戦略 up dateな糖尿病管理・治療へのナビゲーション』坂本信夫, 赤沼安夫,吉川隆一, 豊田隆謙, 清野裕,中村二郎共編 医歯薬出版 2006
- 『各種ガイドラインの効果的な活用法 up dateな糖尿病ガイドラインへのナビゲーション』坂本信夫,赤沼安夫, 吉川隆一, 豊田隆謙,清野裕, 中村二郎共編 医歯薬出版 2007
- 『即応用可能な日常診療の実際 up dateな糖尿病診療へのナビゲーション』坂本信夫, 赤沼安夫, 吉川隆一,豊田隆謙,清野裕, 中村二郎共編 医歯薬出版 2008
- 『わかりやすいインスリン治療のベンチマーク』編著 医歯薬出版 2008
- 『対糖尿病戦略のイノベーション 予知・予防から治療へ』清野裕,門脇孝,柏木厚典,中村二郎共編 時事通信出版局 2009
- 『対糖尿病合併症のイノベーション 成因から管理,治療まで』清野裕,門脇孝,柏木厚典,中村二郎共編 時事通信出版局 2010
- 『糖尿病治療薬のイノベーション 病態に応じた選択と治療のすすめ方糖尿病』清野裕,門脇孝,柏木厚典,中村二郎共編 時事通信出版局 2011
- 『糖尿病の診断と管理のイノベーション 早期診断と適切な管理フローチャート』清野裕,門脇孝,柏木厚典,中村二郎共編集 時事通信出版局 2012
- 『糖尿病療養のイノベーション 生活習慣病としての糖尿病』清野裕,門脇孝,柏木厚典,中村二郎共編集 時事通信出版局 2013
- 『エビデンスにみる糖尿病対策のイノベーション よりよい診療を目指したベンチマーク』清野裕,門脇孝,柏木厚典,中村二郎共編集 時事通信出版局 2014
- 『診断から治療へのシームレスなフォロー・アップ 診断と病状把握のマーカーとその活用』清野裕,門脇孝,羽田勝計,中村二郎共編 メディカル・ジャーナル社 2015

### 翻訳
- マイケル・ブリス『インスリンの発見』朝日新聞社 1993
- ドナルド・M. バーネット『エリオット・P・ジョスリン 糖尿病診療のパイオニア』ライフサイエンス出版 2016

## 論文
- ＜堀田饒